# Micranthes bryophora
Micranthes bryophora är en stenbräckeväxtart som först beskrevs av Asa Gray, och fick sitt nu gällande namn av Luc Brouillet och Gornall. Micranthes bryophora ingår i släktet rosettbräckor, och familjen stenbräckeväxter. Utöver nominatformen finns också underarten M. b. tobiasiae.